# Aínsa-Sobrarbe
Aínsa-Sobrarbe (ou L'Aínsa en aragonais, officiellement L'Aínsa-Sobrarbe) est une commune de la comarque de Sobrarbe, dans la province de Huesca, dans la communauté autonome d'Aragon en Espagne ; Aínsa qui en est la localité principale, appartient à l'association Les Plus Beaux Villages d'Espagne.

## Géographie
Une partie du parc national d'Ordesa et du Mont-Perdu appartient à la commune. Si Boltaña est la capitale administrative du Sobrarbe, Aínsa en est la capitale économique. La commune d'Aínsa est la capitale du municipio de L'Aínsa-Sobrarbe, qui regroupe les villages de Arcusa, Arro, Banastón, Bruello, las Bellostas, Camporrotuno, Castejón de Sobrarbe, Castellazo, Coscojuela de Sobrarbe, el Coscollar, Gerbe, Griébal, Guaso, Jabierre de Olsón, Latorre, Latorrecilla, Mondot, Morillo de Tou, Olsón, la Pardina, Paúles de Sarsa, la Ripa, Santa María de Buil, Saravillo, Sarsa de Surta et Urriales. Elle comprend, en outre, des villages ou hameaux habités sporadiquement, comme Casa Almunia, Coronillas, Gabardilla, Molino Jabierre, Molino López, Molino Villacampa, Pelegrín, Sarratiás et Sarrato, ou totalement inhabités, comme Bagüeste, la Capana, Casa Linás, Casa Sierra, Cerollar, Escapa, la Lecina, Linés, Pacinias et Puibayeta.

## Histoire
Au XIe siècle, Aínsa est la capitale du royaume de Sobrarbe avant d'être incorporée au Royaume d'Aragon.

## Lieux et monuments
- Plaza mayor, vaste place trapézoïdale bordée de maisons à arcades des XIIe et XIIIe siècles.
- Ancien château construit entre les XIe et XVIe siècles.

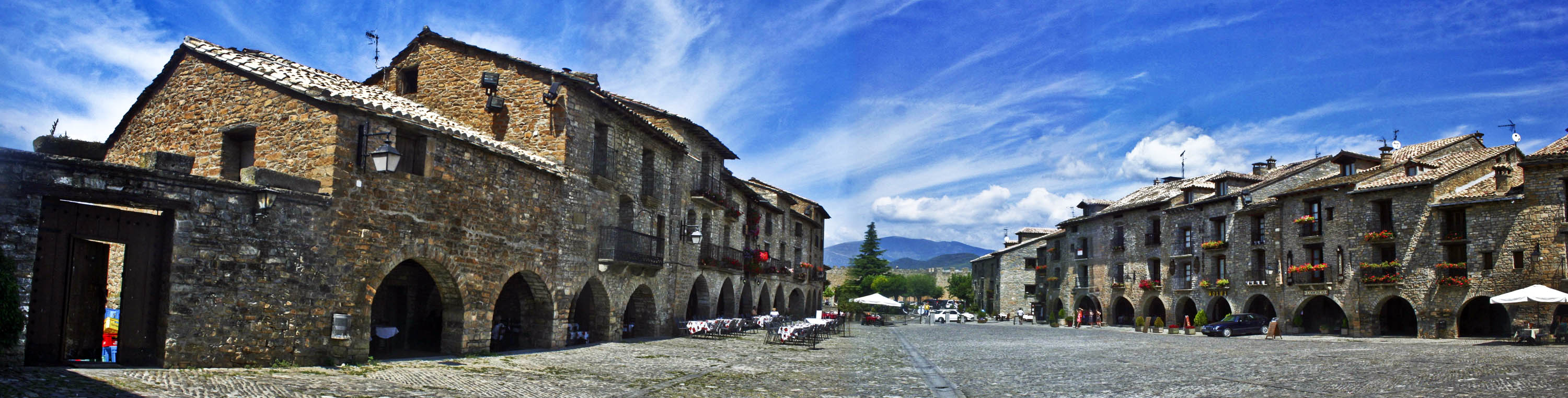
La Plaza mayor, vue vers le château.
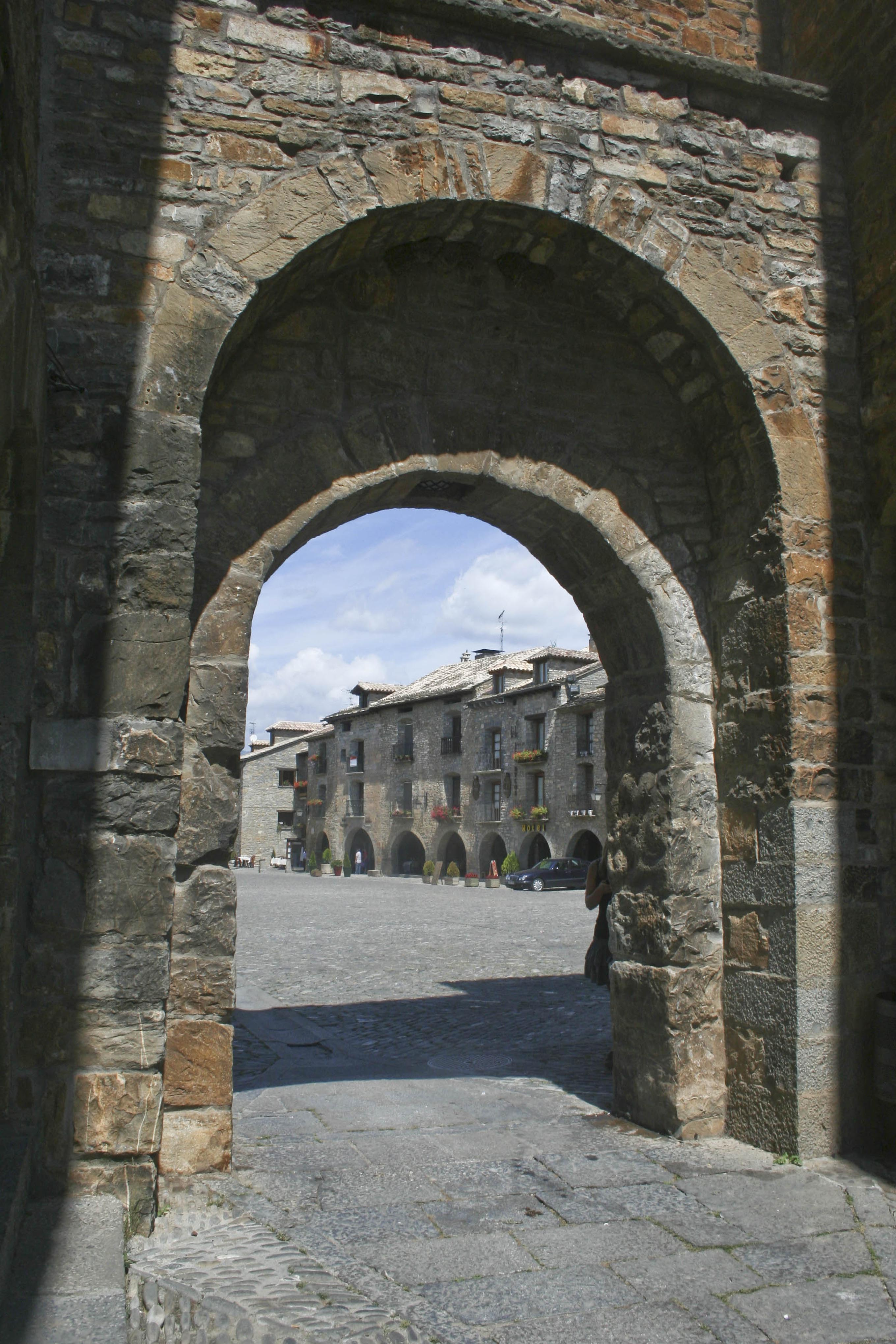
Porte du château donnant sur la Plaza mayor.
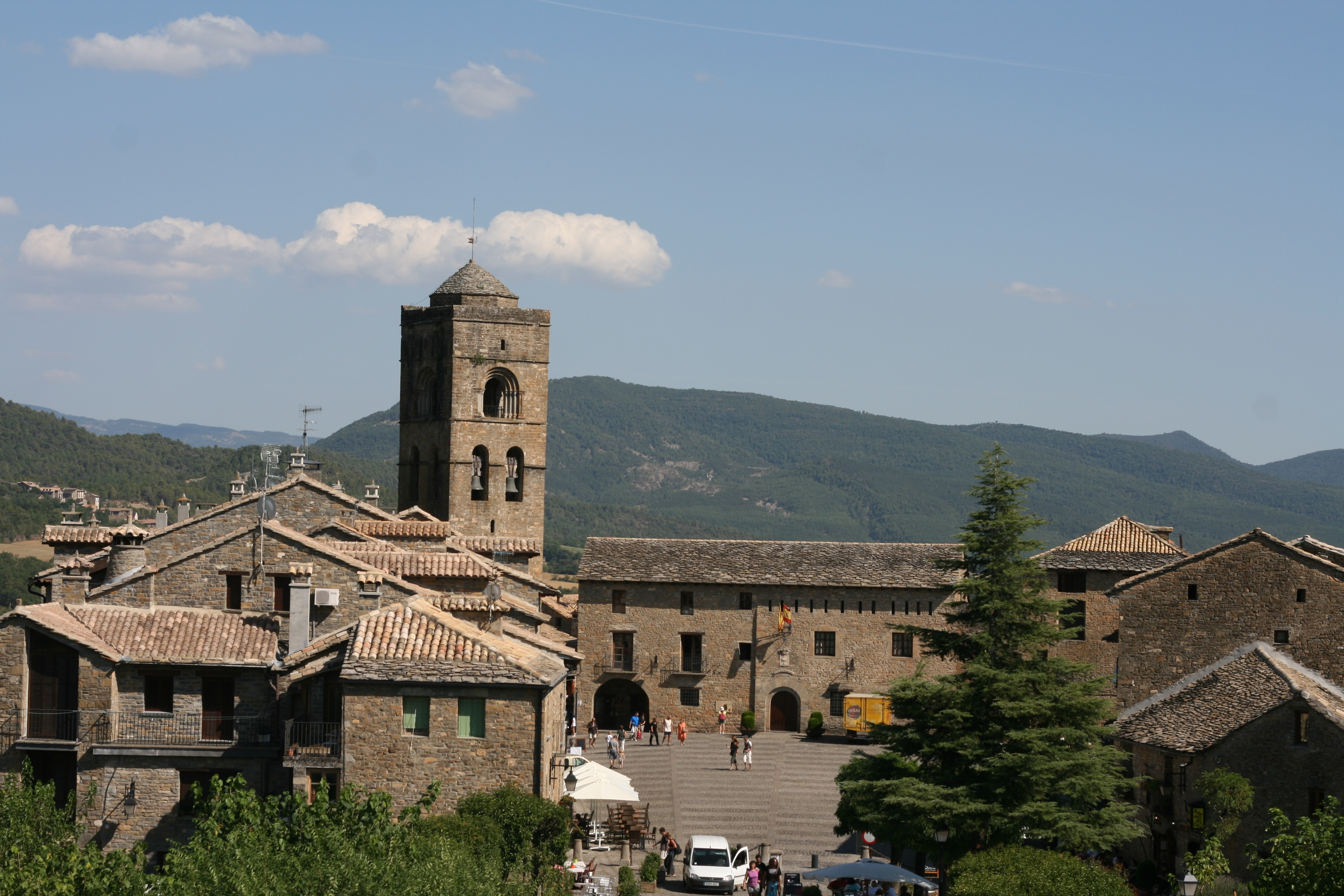
La Plaza Mayor et l'église collégiale Santa Maria.
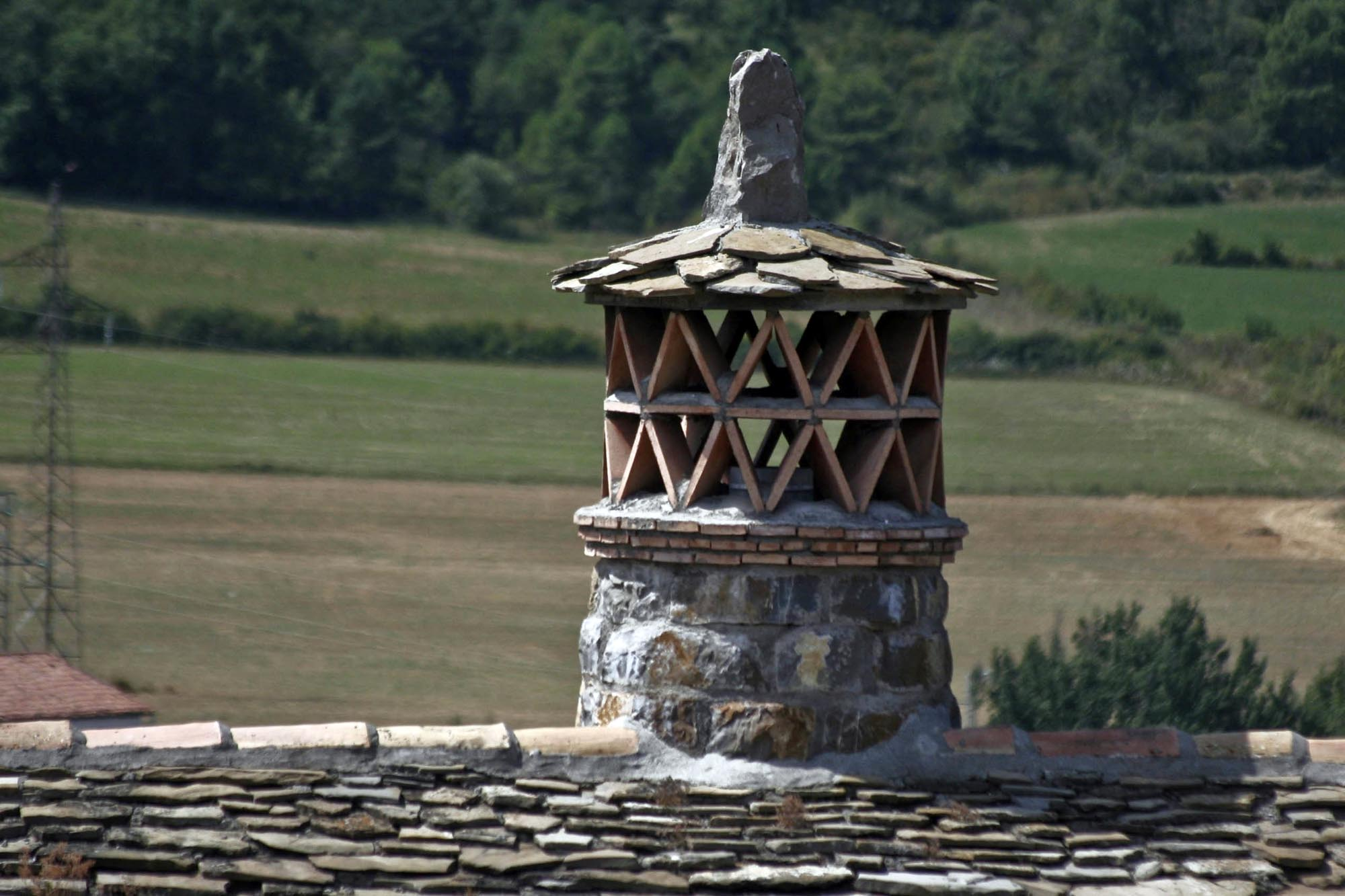
Souche de cheminée aragonaise.
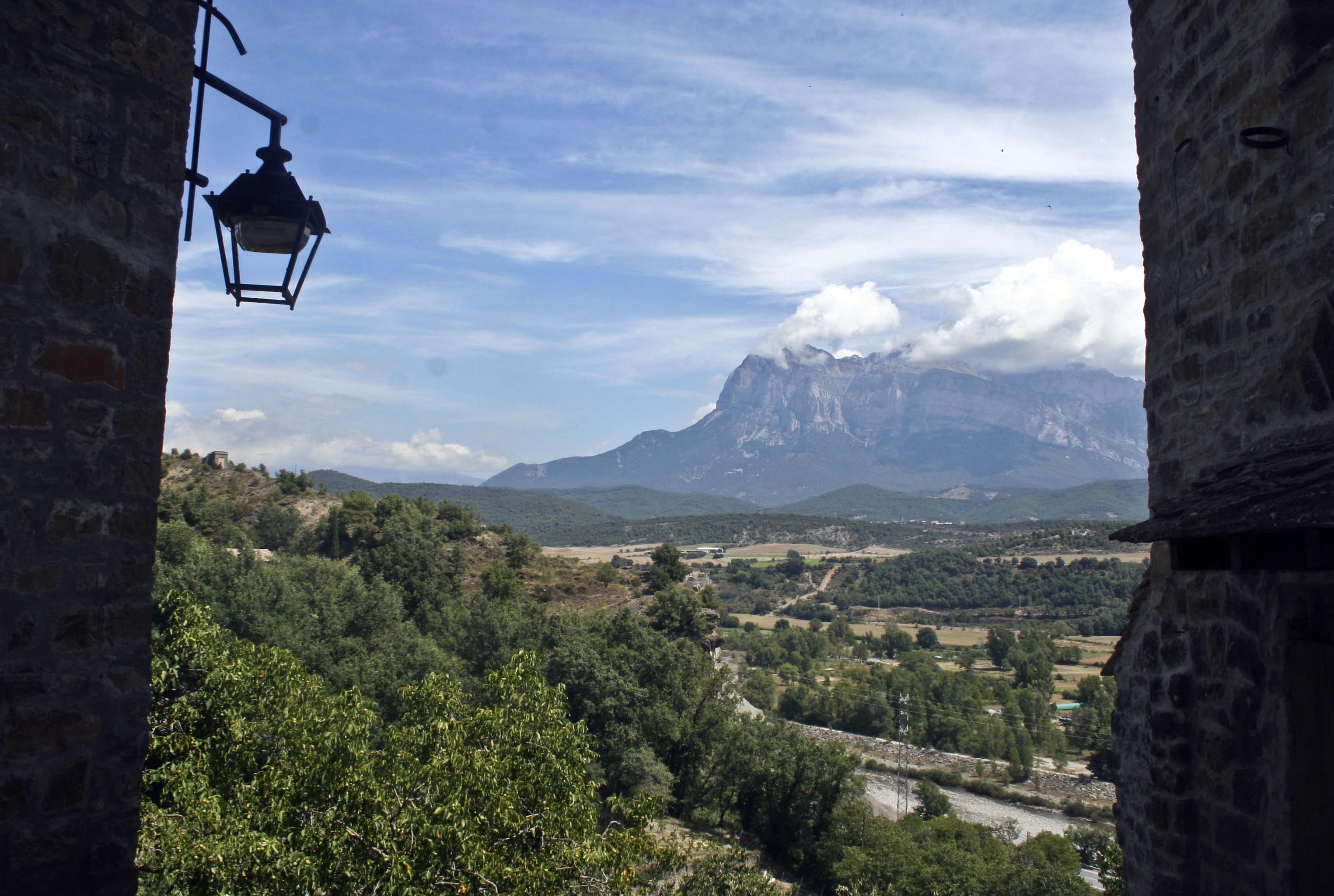
La Peña Montañesa (es), vue depuis Aínsa.

### Église collégialeSanta Maria d’Aínsa
La construction de cette église romane (consacrée en 1181) commence à la fin du XIe siècle pour ne s'achever qu'au cours de la seconde moitié du XIIe siècle. Cet édifice est pourvu d'un cloître triangulaire du XIVe siècle, restauré pendant les années 1972-1984. Le portail principal comporte quatre archivoltes sur de petites colonnes (provenant assurément d'un autre portail) et un chrisme au-dessus de la voussure extérieure.

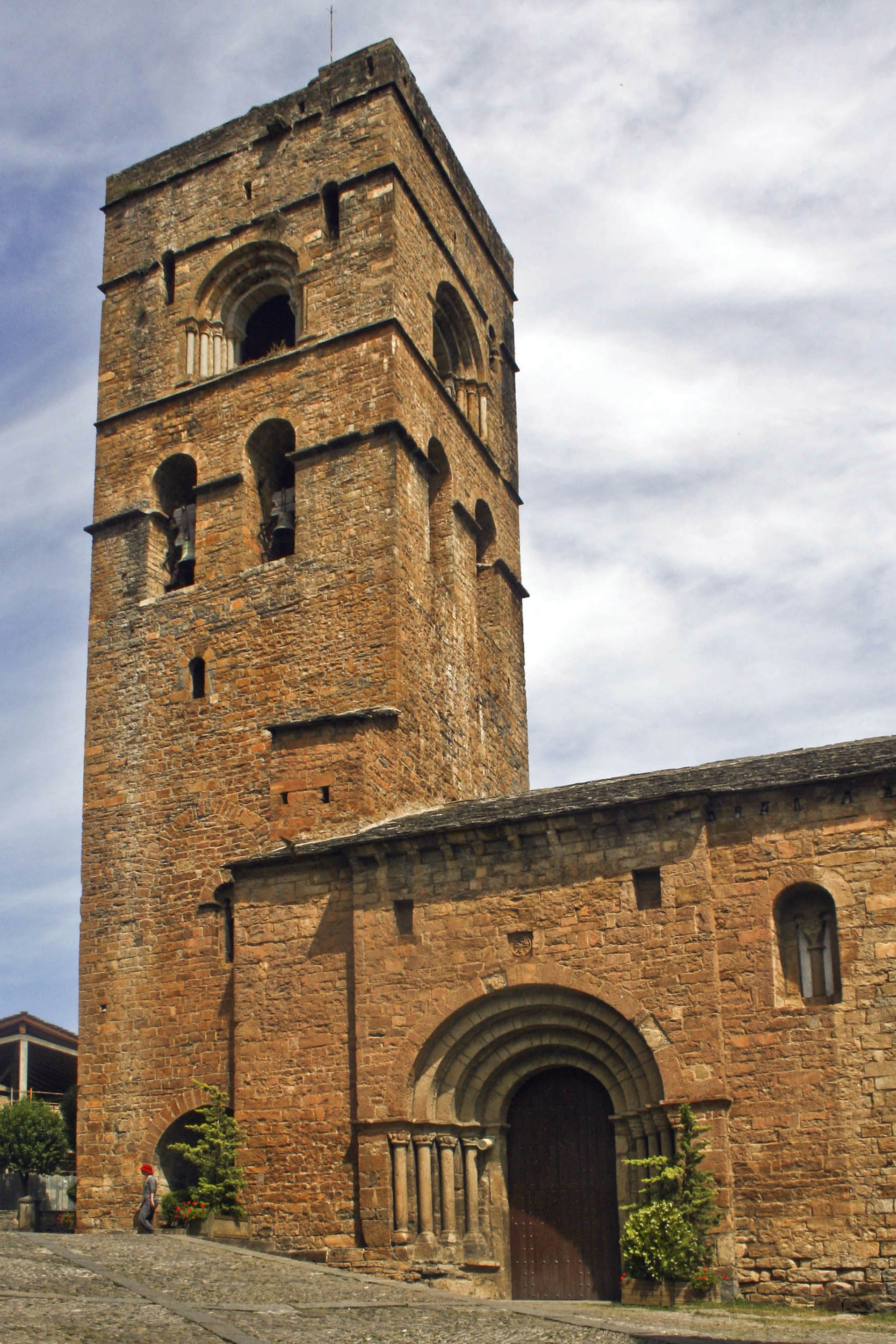
Clocher et porche de la collégiale Santa Maria.
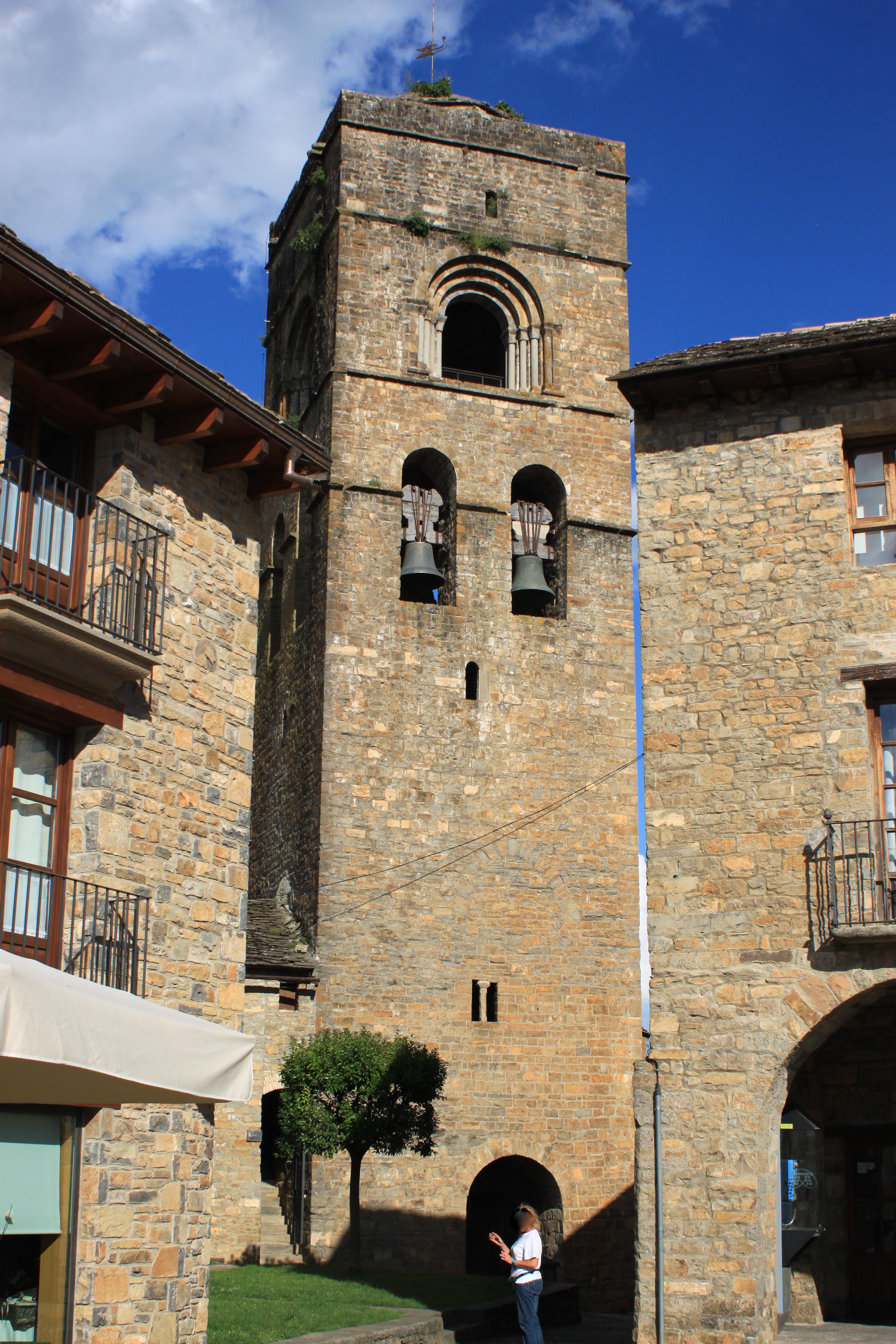
La tour-clocher vue de la plazza Mayor.
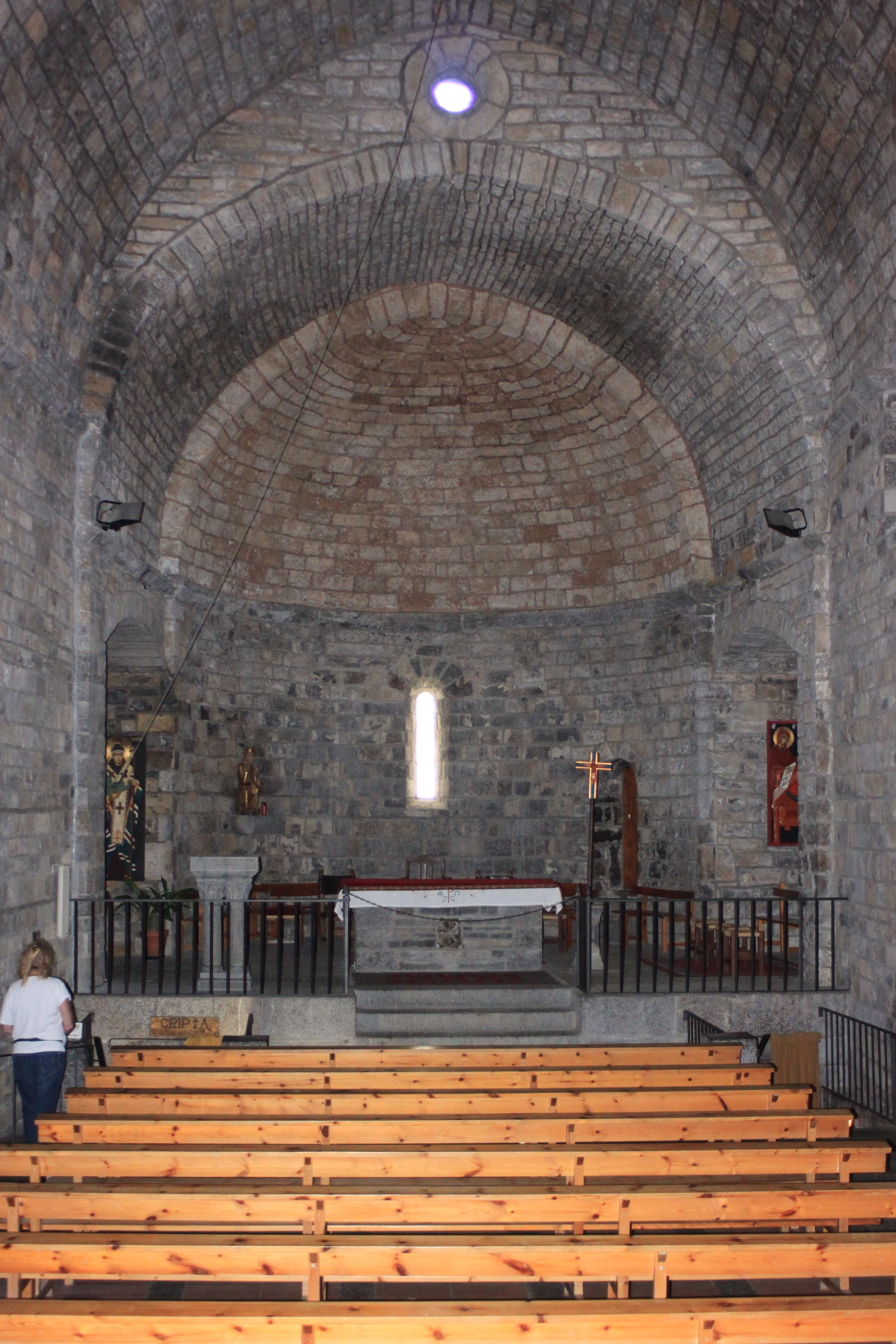
La nef de la collégiale.
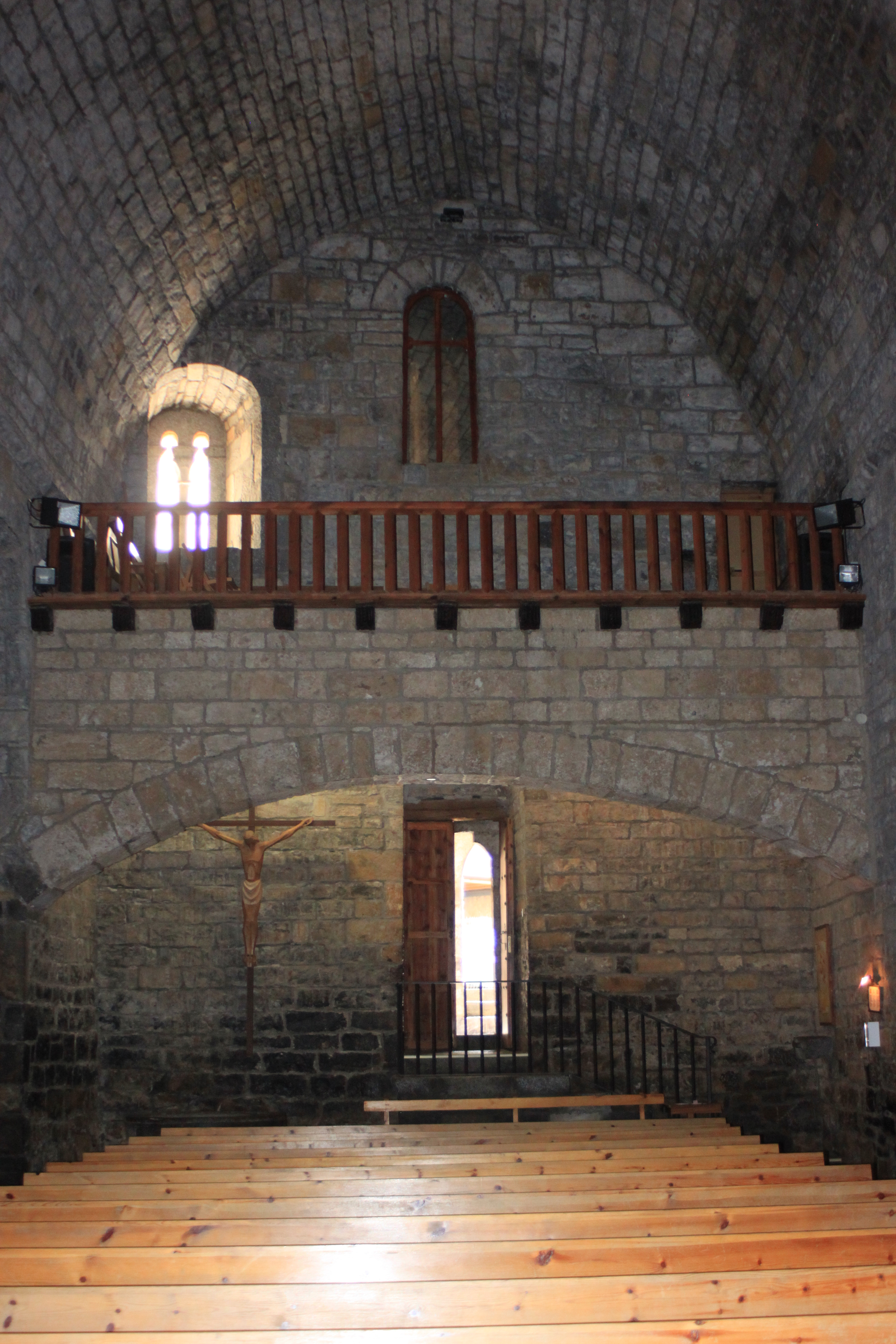
Le narthex.

## Fêtes
- Mai, nabateros : descente du rio Cinca en radeaux traditionnels (las navatas) entre Laspuña et Ainsa.
- Juillet : festival de musique Mosica castiello de L'Aínsa dans l'enceinte de la citadelle des XVIe-XVIIe siècles.
- La Morisma célèbre le triomphe des Chrétiens sur les Sarrasins, en 724. Déclarée fête d'Intérêt touristique en Aragon, en 2014, la Morisma a eu lieu le samedi 30 août à 22 h 30. C’était la première fois que la représentation se produisait la nuit sur la Plaza Mayor d'Aínsa. La dernière représentation a lieu en 2016.

## Jumelage
- Arreau (France)